# Nokia N77
Nokia N77 là chiếc điện thoại di động được chế tạo bởi Nokia, đây là phiên bản kế tiếp của Mobile-TV Nokia N92.

## Tổng quan
Nokia N77 có dạng bar (thanh kẹo) cổ điển nên trông gọn hơn so với N92. Tính năng khiến N77 được ưa chuộng hơn N92 chính là khả năng rung khi có cuộc gọi tới.
Ở Nokia N77, điều thiếu sót chính là không thể lướt web tốc độ cao Wifi. Ưu điểm nổi bật của N77 Mobile-TV là ở chỗ: Khả năng xem TV trên chuẩn DVB-H, loa ngoài là loại Stereo Speakers, màn hình chống lóa khi xem ngoài trời nắng.
Camera 2.0 của N77 chụp hình cũng rất rõ nét với đèn flash. Tuy loa ngoài là dạng Stereo Speakers nhưng chất lượng âm thanh của N77 cũng chỉ bằng với E65, mà không thể ngang bằng với Music Edition.

## Tính năng
Băng tần: Máy chạy ở 3 băng tần GSM (900/1800/1900) và 1 băng tần UMTS
Kích thước: 111x50x18,8 mm
Trọng lượng: 114 gram
Bộ nhớ trong 20MB và thẻ thớ T-Flash
Nghe nhạc với 3 định dạng phổ biến là: WMA, WAV, MP3
Điện thoại 3G multimedia
Máy chạy trên hệ điền hành Symbian OS 9.2
Xem TV cực rõ nét với màn hình TFT, 16 triệu màu (2,4 inches)
Có thể xem truyền hình với chất lượng âm thanh sống động như 1 home-theater.
Pin chuẩn: Li-Ion (1100mAh)